# Leichtathletik-Halleneuropameisterschaften 1985
Die 16. Leichtathletik-Halleneuropameisterschaften fanden vom 2. bis 3. März 1985 im Stadio Irinis kai Filias in Piräus statt. Griechenland war zum ersten Mal Gastgeberland der Veranstaltung.

## Ergebnisse Männer

### 60 m
| Platz | Athlet            | Land | Zeit (s) |
| ----- | ----------------- | ---- | -------- |
| 1     | Mike McFarlane    | GBR  | 6,61     |
| 2     | Antoine Richard   | FRA  | 6,63     |
| 3     | Ronald Desruelles | BEL  | 6,64     |
| 4     | Antonio Ullo      | ITA  | 6,66     |
| 5     | Attila Kovács     | HUN  | 6,69     |
| 6     | František Ptáčník | TCH  | 6,71     |

### 200 m
| Platz | Athlet             | Land | Zeit (s) |
| ----- | ------------------ | ---- | -------- |
| 1     | Stefano Tilli      | ITA  | 20,77    |
| 2     | Olaf Prenzler      | GDR  | 20,83    |
| 3     | Alexandr Jewgenjew | URS  | 20,95    |
| 4     | Daniel Sangouma    | FRA  | 21,13    |
| 5     | István Nagy        | HUN  | 21,53    |

### 400 m
| Platz | Athlet        | Land | Zeit (s) |
| ----- | ------------- | ---- | -------- |
| 1     | Todd Bennett  | GBR  | 45,56    |
| 2     | Klaus Just    | FRG  | 45,90    |
| 3     | José Alonso   | ESP  | 46,52    |
| 4     | Roberto Tozzi | ITA  | 46,66    |
| 5     | Ángel Heras   | ESP  | 46,68    |

### 800 m
| Platz | Athlet            | Land | Zeit (min) |
| ----- | ----------------- | ---- | ---------- |
| 1     | Rob Harrison      | GBR  | 1:49,09    |
| 2     | Petru Drăgoescu   | ROU  | 1:49,38    |
| 3     | Leonid Massunow   | URS  | 1:49,59    |
| 4     | Wiktor Kalinkin   | URS  | 1:49,92    |
| 5     | Axel Harries      | FRG  | 1:50,00    |
| 6     | Benjamín González | ESP  | 1:50,05    |

### 1500 m
| Platz | Athlet             | Land | Zeit (min) |
| ----- | ------------------ | ---- | ---------- |
| 1     | José Luis González | ESP  | 3:39,26    |
| 2     | Marcus O’Sullivan  | IRL  | 3:39,75    |
| 3     | José Luis Carreira | ESP  | 3:40,43    |
| 4     | Andrés Vera        | ESP  | 3:40,56    |
| 5     | Riccardo Materazzi | ITA  | 3:40,85    |
| 6     | Antti Loikkanen    | FIN  | 3:41,19    |
| 7     | Stefano Mei        | ITA  | 3:41,26    |
| 8     | Johnny Kroon       | SWE  | 3:45,91    |

### 3000 m
| Platz | Athlet                | Land | Zeit (min) |
| ----- | --------------------- | ---- | ---------- |
| 1     | Bob Verbeeck          | BEL  | 8:10,84    |
| 2     | Thomas Wessinghage    | FRG  | 8:10,88    |
| 3     | Witalij Tyschtschenko | URS  | 8:10,91    |
| 4     | Frank O’Mara          | IRL  | 8:11,11    |
| 5     | Dietmar Millonig      | AUT  | 8:11,21    |
| 6     | Robert Nemeth         | AUT  | 8:11,24    |
| 7     | Romeo Živko           | YUG  | 8:13,98    |
| 8     | Stig Roar Husby       | NOR  | 8:14,70    |

### 60 m Hürden
| Platz | Athlet               | Land | Zeit (s) |
| ----- | -------------------- | ---- | -------- |
| 1     | György Bakos         | HUN  | 7,60     |
| 2     | Jiří Hudec           | TCH  | 7,68     |
| 3     | Wjatscheslaw Ustinow | URS  | 7,70     |
| 4     | Daniele Fontecchio   | ITA  | 7,72     |
| 5     | Nigel Walker         | GBR  | 7,72     |
| 6     | Jonathan Ridgeon     | GBR  | 7,77     |

### Hochsprung
| Platz | Athlet               | Land | Höhe (m) |
| ----- | -------------------- | ---- | -------- |
| 1     | Patrik Sjöberg       | SWE  | 2,35     |
| 2     | Oleksandr Kotowytsch | URS  | 2,30     |
| 3     | Dariusz Biczysko     | POL  | 2,30     |
| 4     | Eddy Annys           | BEL  | 2,24     |
| 4     | Hennadij Awdjejenko  | URS  | 2,24     |
| 6     | Dariusz Zielke       | POL  | 2,24     |
| 7     | Giampiero Palomba    | ITA  | 2,20     |
| 7     | Ján Zvara            | TCH  | 2,20     |

### Stabhochsprung
| Platz | Athlet           | Land | Höhe (m) |
| ----- | ---------------- | ---- | -------- |
| 1     | Serhij Bubka     | URS  | 5,70     |
| 2     | Alexandr Krupski | URS  | 5,70     |
| 3     | Atanas Tarew     | BUL  | 5,60     |
| 4     | Wassyl Bubka     | URS  | 5,60     |
| 5     | Ryszard Kolasa   | POL  | 5,50     |
| 6     | Alberto Ruiz     | ESP  | 5,50     |
| 7     | Miro Zalar       | SWE  | 5,40     |
| 7     | Serge Ferreira   | FRA  | 5,40     |

### Weitsprung
| Platz | Athlet               | Land | Weite (m) |
| ----- | -------------------- | ---- | --------- |
| 1     | Gyula Pálóczi        | HUN  | 8,15      |
| 2     | László Szalma        | HUN  | 8,15      |
| 3     | Serhij Lajewskyj     | URS  | 8,14      |
| 4     | Jan Leitner          | TCH  | 8,13      |
| 5     | Giovanni Evangelisti | ITA  | 8,01      |
| 6     | Antonio Corgos       | ESP  | 7,94      |
| 7     | Atanas Atanassow     | BUL  | 7,86      |
| 8     | Claude Morinière     | FRA  | 7,86      |

### Dreisprung
| Platz | Athlet                | Land | Weite (m) |
| ----- | --------------------- | ---- | --------- |
| 1     | Christo Markow        | BUL  | 17,29     |
| 2     | Ján Čado              | TCH  | 17,23     |
| 3     | Volker Mai            | GDR  | 17,14     |
| 4     | Ralf Jaros            | FRG  | 16,78     |
| 5     | Gennadi Waljukewitsch | URS  | 16,75     |
| 6     | Dario Badinelli       | ITA  | 16,42     |
| 7     | Didier Falise         | BEL  | 16,34     |
| 8     | Pierre Camara         | FRA  | 16,07     |

### Kugelstoßen
| Platz | Athlet            | Land | Weite (m) |
| ----- | ----------------- | ---- | --------- |
| 1     | Remigius Machura  | TCH  | 21,74     |
| 2     | Ulf Timmermann    | GDR  | 21,44     |
| 3     | Werner Günthör    | SUI  | 21,23     |
| 4     | Jānis Bojārs      | URS  | 20,03     |
| 5     | Marco Montelatici | ITA  | 19,64     |
| 6     | Knut Hjeltnes     | NOR  | 19,54     |
| 7     | Helmut Krieger    | POL  | 19,39     |
| 8     | Richard Navara    | TCH  | 19,21     |

## Ergebnisse Frauen

### 60 m
| Platz | Athletin         | Land | Zeit (s) |
| ----- | ---------------- | ---- | -------- |
| 1     | Nelli Cooman     | NED  | 7,10     |
| 2     | Marlies Göhr     | GDR  | 7,13     |
| 3     | Heather Oakes    | GBR  | 7,22     |
| 4     | Silke Gladisch   | GDR  | 7,24     |
| 5     | Els Vader        | NED  | 7,25     |
| 6     | Elżbieta Tomczak | POL  | 7,30     |

### 200 m
| Platz | Athletin            | Land | Zeit (s) |
| ----- | ------------------- | ---- | -------- |
| 1     | Marita Koch         | GDR  | 22,82    |
| 2     | Kirsten Emmelmann   | GDR  | 23,06    |
| 3     | Els Vader           | NED  | 23,64    |
| 4     | Joan Baptiste       | GBR  | 23,67    |
| 5     | Ann-Louise Skoglund | SWE  | 24,00    |

### 400 m
| Platz | Athletin        | Land | Zeit (s) |
| ----- | --------------- | ---- | -------- |
| 1     | Sabine Busch    | GDR  | 51,35    |
| 2     | Dagmar Neubauer | GDR  | 51,40    |
| 3     | Alena Bulířová  | TCH  | 52,54    |
| 4     | Erica Rossi     | ITA  | 52,59    |
| 5     | Regine Berg     | BEL  | 53,15    |

### 800 m
| Platz | Athletin            | Land | Zeit (min) |
| ----- | ------------------- | ---- | ---------- |
| 1     | Ella Kovacs         | ROU  | 2:00,51    |
| 2     | Nadija Olisarenko   | URS  | 2:00,90    |
| 3     | Cristieana Cojocaru | ROU  | 2:01,01    |
| 4     | Rosa Colorado       | ESP  | 2:04,53    |
| 5     | Slobodanka Čolović  | YUG  | 2:06,38    |
| 6     | Kirsty McDermott    | GBR  | 2:07,98    |

### 1500 m
| Platz | Athletin               | Land | Zeit (min) |
| ----- | ---------------------- | ---- | ---------- |
| 1     | Doina Melinte          | ROU  | 4:02,54    |
| 2     | Fița Lovin             | ROU  | 4:03,46    |
| 3     | Brigitte Kraus         | FRG  | 4:03,64    |
| 4     | Nikolina Schterewa     | BUL  | 4:05,34    |
| 5     | Jekaterina Podkopajewa | URS  | 4:06,79    |
| 6     | Elly van Hulst         | NED  | 4:08,30    |
| 7     | Ivana Walterová        | TCH  | 4:14,80    |
| 8     | Mary McKenna           | IRL  | 4:18,40    |

### 3000 m
| Platz | Athletin            | Land | Zeit (min) |
| ----- | ------------------- | ---- | ---------- |
| 1     | Agnese Possamai     | ITA  | 8:55,25    |
| 2     | Olga Bondarenko     | URS  | 8:58,03    |
| 3     | Yvonne Murray       | GBR  | 9:00,94    |
| 4     | Birgit Schmidt      | FRG  | 9:06,85    |
| 5     | Iva Jurková         | TCH  | 9:14,17    |
| 6     | Ľudmila Melicherová | TCH  | 9:19,17    |
| 7     | Rossiza Ekowa       | BUL  | 9:23,24    |
|       | Brigitte Kraus      | FRG  | DNF        |

### 60 m Hürden
| Platz | Athletin              | Land | Zeit (s) |
| ----- | --------------------- | ---- | -------- |
| 1     | Cornelia Oschkenat    | GDR  | 7,90     |
| 2     | Ginka Sagortschewa    | BUL  | 8,02     |
| 3     | Anne Piquereau        | FRA  | 8,03     |
| 4     | Laurence Elloy        | FRA  | 8,09     |
| 5     | Ulrike Denk           | FRG  | 8,09     |
| 6     | Nadeschda Korschunowa | URS  | 8,11     |

### Hochsprung
| Platz | Athletin           | Land | Höhe (m) |
| ----- | ------------------ | ---- | -------- |
| 1     | Stefka Kostadinowa | BUL  | 1,97     |
| 2     | Susanne Helm       | GDR  | 1,94     |
| 3     | Danuta Bułkowska   | POL  | 1,90     |
| 4     | Susanne Lorentzon  | SWE  | 1,90     |
| 5     | Brigitte Rougeron  | FRA  | 1,90     |
| 6     | Andrea Mátay       | HUN  | 1,85     |
| 7     | Sabine Skvara      | AUT  | 1,85     |
| 8     | Maryse Éwanjé-Épée | FRA  | 1,80     |

### Weitsprung
| Platz | Athletin             | Land | Weite (m) |
| ----- | -------------------- | ---- | --------- |
| 1     | Galina Tschistjakowa | URS  | 7,02      |
| 2     | Eva Murková          | TCH  | 6,99      |
| 3     | Heike Drechsler      | GDR  | 6,97      |
| 4     | Helga Radtke         | GDR  | 6,89      |
| 5     | Jasmin Feige         | FRG  | 6,58      |
| 6     | Vali Ionescu         | ROU  | 6,49      |
| 7     | Géraldine Bonnin     | FRA  | 6,39      |
| 8     | Sofija Boschanowa    | BUL  | 6,35      |

### Kugelstoßen
| Platz | Athletin            | Land | Weite (m) |
| ----- | ------------------- | ---- | --------- |
| 1     | Helena Fibingerová  | TCH  | 20,84     |
| 2     | Claudia Losch       | FRG  | 20,59     |
| 3     | Heike Hartwig       | GDR  | 19,93     |
| 4     | Mihaela Loghin      | ROU  | 19,89     |
| 5     | Natalja Lissowskaja | URS  | 18,85     |
| 6     | Judy Oakes          | GBR  | 17,83     |
| 7     | Ursula Stäheli      | SUI  | 16,15     |
| 8     | Simone Créantor     | FRA  | 16,13     |

## Medaillenspiegel
| Rang | Land                            | Gold | Silber | Bronze | Gesamt |
| ---- | ------------------------------- | ---- | ------ | ------ | ------ |
| 01   | Deutsche Demokratische Republik | 3    | 6      | 3      | 120    |
| 02   | Vereinigtes Königreich          | 3    | –      | 2      | 5      |
| 03   | Sowjetunion                     | 2    | 4      | 5      | 110    |
| 04   | Tschechoslowakei                | 2    | 3      | 1      | 6      |
| 05   | Rumänien                        | 2    | 2      | 1      | 5      |
| 06   | Bulgarien                       | 2    | 1      | 1      | 4      |
| 07   | Ungarn                          | 2    | 1      | –      | 3      |
| 08   | Italien                         | 2    | –      | –      | 2      |
| 09   | Spanien                         | 1    | –      | 2      | 3      |
| 10   | Belgien                         | 1    | –      | 1      | 2      |
| 10   | Niederlande                     | 1    | –      | 1      | 2      |
| 12   | Schweden                        | 1    | –      | –      | 1      |
| 13   | BR Deutschland                  | –    | 3      | 1      | 4      |
| 14   | Frankreich                      | –    | 1      | 1      | 2      |
| 15   | Irland                          | –    | 1      | –      | 1      |
| 16   | Polen                           | –    | –      | 2      | 2      |
| 17   | Schweiz                         | –    | –      | 1      | 1      |
|      | Total                           | 22   | 22     | 22     | 66     |